# Miro (software)
Miro, un tempo conosciuto sotto il nome di Democracy Player, Democracy o DTV, era un lettore multimediale open source e multipiattaforma sviluppato dalla Participatory Culture Foundation (PCF). Poteva automaticamente scaricare e visualizzare successivamente i filmati dai canali basati su RSS, poteva gestire poi i file scaricati e categorizzarli secondo cartelle. Era basato su XULRunner, ed era software libero distribuito sotto la licenza GPL. Miro poteva girare sotto GNU/Linux, macOS e Windows; integrava il supporto al formato RSS aggregator, un client BitTorrent ed il player VLC media player (o Xine Media Player sotto GNU/Linux). Miro faceva parte della piattaforma Democracy TV, che includeva Broadcast Machine e Video Bomb.
Il cambio del nome da Democracy Player in Miro è avvenuto il 17 luglio 2007, in occasione della distribuzione della versione 0.9.8, per presentarsi col nome aggiornato al momento della distribuzione della versione 1.0.
Le novità più importanti della versione 2.0 sono la rinnovata interfaccia grafica molto più adeguata ai tempi, la possibilità di aggiunta di podcast audio, la separazione della finestra video dal programma ed infine l'aggiunta della sezione siti alla barra dei feed.

## Canali
Così come veniva citato dalla pagina principale del sito web, Miro disponeva di quasi 5500 canali, numero in costante crescita, di cui poter usufruire liberamente. Molti di questi sono in formato HDTV.
L'interfaccia di Miro permetteva una suddivisione dei canali presenti nel database per categorie, popolarità, formato video, linguaggio, eccetera. Era possibile altresì cercare i canali per nome o per contenuti della loro descrizione.